# 11-я парашютная дивизия (вермахт)
11-я парашютная дивизия (нем. 11. Fallschirmjäger-Division) — создана в марте 1945 года.

## Боевой путь дивизии
С марта 1945 года — бои в Австрии. 9 мая 1945 — остатки дивизии сдались в американский плен.

## Состав дивизии
- 37-й парашютный полк
- 38-й парашютный полк
- 39-й парашютный полк
- 11-й артиллерийский полк
  - противотанковый батальон
  - сапёрный батальон
  - батальон связи
  - санитарный батальон

## Командир дивизии
- полковник Вальтер Герике